# Greet Minnenová
Greet Minnenová (nepřechýleně Minnen, * 14. srpna 1996 Turnhout) je belgická profesionální tenistka. Ve své dosavadní kariéře na okruhu WTA Tour vyhrála dva deblové turnaje. V sérii WTA 125K přidala také dva tituly ve čtyřhře. V rámci okruhu ITF získala jedenáct titulů ve dvouhře a tři ve čtyřhře.
Na žebříčku WTA byla ve dvouhře nejvýše klasifikována v říjnu 2023 na 59. místě a ve čtyřhře v lednu 2024 na 45. místě. Trénuje ji  Philippe Dehaes. Dříve tuto roli plnil Tom Baten.
V juniorském tenise si zahrála finále čtyřhry Australian Open 2015, v němž s Němkou Katharinou Hobgarskou podlehly české dvojici Markéta Vondroušová a Miriam Kolodziejová ve dvou setech.
V belgickém týmu Billie Jean King Cupu debutovala v roce 2021 základní skupinou pražského finále proti Bělorusku. V zápase vyhrála dvouhru nad Irynou Šymanovičovou. Belgičanky zvítězily 2:1 na zápasy. Do dubna 2024 v soutěži nastoupila k čtyřem mezistátním utkáním s bilancí 3–2 ve dvouhře a 1–1 ve čtyřhře.

## Tenisová kariéra

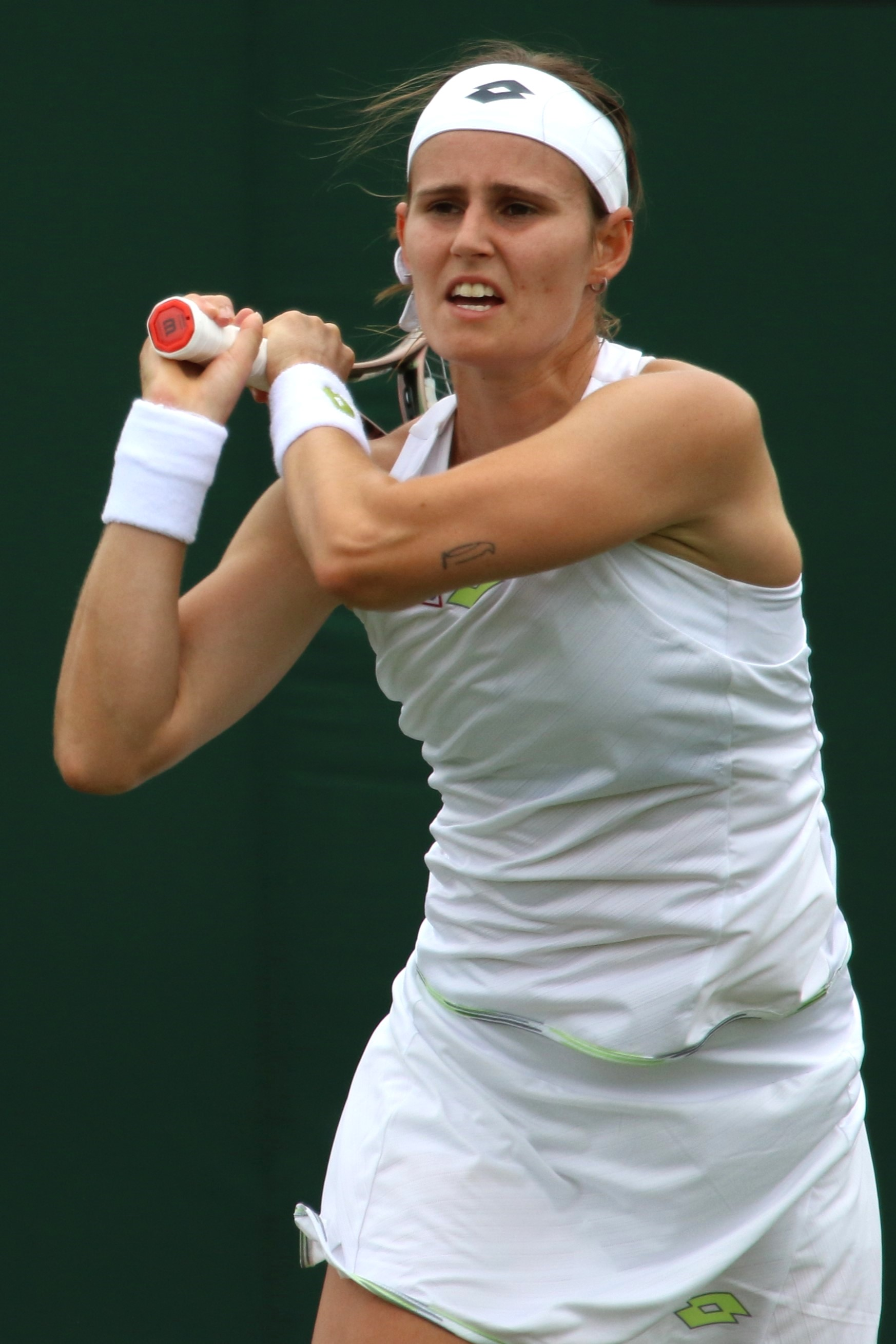
V kvalifikaci Wimbledonu 2023

V rámci událostí okruhu ITF debutovala v červenci 2013, když na turnaj v belgickém Maaseiku s dotací 10 tisíc dolarů obdržela divokou kartu. Po čtyřech vyhraných zápasech postoupila až do finále, v němž nestačila na Francouzku z páté světové stovky Manon Arcangioliovou. Premiérový titul v této úrovni tenisu vybojovala během září 2015 na turnaji v lucemburském Pétangu s rozpočtem 15 tisíc dolarů, kde v závěrečném duelu přehrála Slovenku Michaelu Hončovou.
Na okruhu WTA Tour debutovala říjnovým BGL Luxembourg Open 2018 v Lucemburku. Na deblovém žebříčku jí patřila až 1 235. příčka. S krajankou Alison Van Uytvanckovou proto získaly divokou kartu do čtyřhry. Rovněž jako na túře ITF postoupila při prvním startu na okruhu WTA až do finále. V něm zdolaly bělorusko-lucemburský pár Věra Lapková a Mandy Minellaová po dvousetovém průběhu a připsaly si titul. Čtvrtfinále dvouhry si poprvé zahrála na Hobart International 2019, na němž prošla kvalifikačním sítem. Ve dvouhře vyřadila Ukrajinku Katerynu Kozlovovou a Polku Magdu Linetteovou, než ji zastavila šestá nasazená Francouzka z konce první padesátky klasifikace Alizé Cornetová. Ve druhém kole stuttgartského Porsche Tennis Grand Prix 2019 jí stopku vystavila světová trojka a pozdější šampionka Petra Kvitová. Mezi poslední osmičku hráček se opět probojovala na travnatém Libema Open 2019. Ve třech setech však podlehla ruské světové šedesátce Veronice Kuděrmetovové.
Debut v hlavní soutěži nejvyšší grandslamové kategorie zaznamenala ve čtyřhře Wimbledonu 2019, do níž s Van Uytvanckovou nastoupily jako náhradnice. Ve druhém kole prohrály s tchajwanskými sestrami Čan Chao-čching a Latishou Chanovou. Dvouhru na grandslamu si poprvé zahrála na Australian Open 2020 po zvládnuté tříkolové kvalifikaci. V úvodním kole melbournského singlu porazila Bělorusku Aljaksandru Sasnovičovou. Ve druhé fázi však nestačila na 20letou dvacátou devátou nasazenou Jelenu Rybakinovou, která vyhrála jedenáctý z předchozích dvanácti zápasů.

## Soukromý život
V závěru roku 2015 navázala partnerský vztah s tenistkou Alison Van Uytvanckovou. Pro obě se jednalo o první homosexuální poměr. V červenci 2019 se na turnaji série WTA 125K v Karlsruhe obě partnerky utkaly v prvním vzájemném zápase. Duel prvního kola vyhrála šedesátá šestá hráčka žebříčku Van Uytvancková, která zdolala sto dvacátou třetí ženu klasifikace Minnenovou ve třech setech. V deblové soutěži se spolu probojovaly do semifinále.  Společně vyhrály dva deblové turnaje. V prosinci 2020 oznámily, že se zasnoubily, o necelý rok později na podzim 2021 se však rozešly.

## Finále na okruhu WTA Tour
| Legenda                                      |
| -------------------------------------------- |
| D – dvouhra; Č – čtyřhra                     |
| Grand Slam (0)                               |
| Turnaj mistryň (0)                           |
| Premier Mandatory & Premier 5 / WTA 1000 (0) |
| Premier / WTA 500 (0–1 Č)                    |
| International / WTA 250 (2–1 Č)              |

#### Čtyřhra: 4 (2–2)
| Stav       | č. | datum           | turnaj                     | povrch    | spoluhráčka            | soupeřky ve finále                        | výsledek      |
| ---------- | -- | --------------- | -------------------------- | --------- | ---------------------- | ----------------------------------------- | ------------- |
| Vítězka    | 1. | 20. října 2018  | Lucemburk, Lucembursko     | tvrdý (h) | Alison Van Uytvancková | Věra Lapková Mandy Minellaová             | 7–6(7–3), 6–2 |
| Finalistka | 1. | 21. května 2021 | Bělehrad, Srbsko           | antuka    | Alison Van Uytvancková | Aleksandra Krunićová Nina Stojanovićová   | 0–6, 2–6      |
| Vítězka    | 2. | 18. září 2021   | Lucemburk, Lucembursko (2) | tvrdý (h) | Alison Van Uytvancková | Erin Routliffeová Kimberley Zimmermannová | 6–3, 6–3      |
| Finalistka | 2. | 7. ledna 2024   | Brisbane, Austrálie        | tvrdý     | Heather Watsonová      | Ljudmyla Kičenoková Jeļena Ostapenková    | 5–7, 2–6      |

## Finále série WTA 125
| Legenda                  |
| ------------------------ |
| D – dvouhra; Č – čtyřhra |
| WTA 125 (0–2 D; 2–0 Č)   |

### Dvouhra: 2 (0–2)
| Stav       | č. | datum       | turnaj                      | povrch | soupeřka ve finále | výsledek      |
| ---------- | -- | ----------- | --------------------------- | ------ | ------------------ | ------------- |
| Finalistka | 1. | květen 2023 | Saint-Malo, Francie         | antuka | Sloane Stephensová | 3–6, 4–6      |
| Finalistka | 2. | srpen 2023  | Grodzisk Mazowiecki, Polsko | tvrdý  | Dajana Jastremská  | 6–2, 1–6, 3–6 |

### Čtyřhra: 2 (2–0)
| Stav    | č. | datum         | turnaj              | povrch    | spoluhráčka        | soupeřky ve finále                   | výsledek           |
| ------- | -- | ------------- | ------------------- | --------- | ------------------ | ------------------------------------ | ------------------ |
| Vítězka | 1. | prosinec 2021 | Angers, Francie     | tvrdý (h) | Tereza Mihalíková  | Monica Niculescuová Věra Zvonarevová | 4–6, 6–1, [10–8]   |
| Vítězka | 2. | květen 2023   | Saint-Malo, Francie | antuka    | Bibiane Schoofsová | Ulrikke Eikeriová Eri Hozumiová      | 7–6(9–7), 7–6(7–3) |

## Finále na okruhu ITF
| Dotace turnajů okruhu ITF | Dotace turnajů okruhu ITF |
| ------------------------- | ------------------------- |
| 100 000 $ tournaments     | 80 000 $ tournaments      |
| 60 000 $ tournaments      | 50 000 $ tournaments      |
| 40 000 $ tournaments      | 25 000 $ tournaments      |
| 15 000 $ tournaments      | 10 000 $ tournaments      |

### Dvouhra: 22 (11–11)
| Stav       | č.  | datum         | turnaj                         | povrch      | soupeřka ve finále        | výsledek              |
| ---------- | --- | ------------- | ------------------------------ | ----------- | ------------------------- | --------------------- |
| Finalistka | 1.  | červenec 2013 | Maaseik, Belgie                | antuka      | Manon Arcangioliová       | 2–6, 6–3, 5–7         |
| Finalistka | 2.  | červenec 2015 | Nieuwpoort, Belgie             | antuka      | Sofie Oyenová             | 2–6, 1–6              |
| Vítězka    | 1.  | září 2015     | Pétange, Lucembursko           | tvrdý (h)   | Michaela Hončová          | 6–0, 3–6, 6–3         |
| Vítězka    | 2.  | říjen 2015    | Antalya, Turecko               | tvrdý       | Daiana Negreanuová        | 6–3, 3–0skreč         |
| Finalistka | 3.  | říjen 2015    | Antalya, Turecko               | tvrdý       | Anna Bondárová            | 6–3, 2–6, 1–6         |
| Finalistka | 4.  | červen 2016   | Šarm aš-Šajch, Egypt           | tvrdý       | Čao Siao-si               | 6–7(6–8), 2–6         |
| Vítězka    | 3.  | červenec 2016 | Šarm aš-Šajch, Egypt           | tvrdý       | Ioana Pietroiuová         | 7–6(7–2), 6–2         |
| Finalistka | 5.  | srpen 2016    | Cukuba, Japonsko               | tvrdý       | Peangtarn Plipuečová      | 4–6, 0–6              |
| Vítězka    | 4.  | březen 2018   | Solarino, Itálie               | koberec (h) | Quinn Gleasonová          | 2–6, 6–2, 6–4         |
| Vítězka    | 5.  | květen 2018   | Antalya, Turecko               | antuka      | Julia Stamatovová         | 6–0, 6–1              |
| Finalistka | 6.  | červenec 2018 | Alkmaar, Nizozemsko            | antuka      | Marina Yudanová           | 0–6, 2–6              |
| Vítězka    | 6.  | srpen 2018    | Oldenzaal, Nizozemsko          | antuka      | Arianne Hartonová         | 6–2, 6–2              |
| Vítězka    | 7.  | září 2018     | Santarém, Portugalskosko       | tvrdý       | Samantha Murrayová        | 7–5, 6–3              |
| Finalistka | 7.  | září 2018     | Óbidos, Portugalsko            | koberec (h) | Giulia Gatto-Monticoneová | 5–7, 4–6              |
| Vítězka    | 8.  | březen 2019   | Jokohama, Japonsko             | tvrdý       | Elena-Gabriela Ruseová    | 6–4, 6–1              |
| Finalistka | 8.  | srpen 2021    | Landisville, Spojené státy     | tvrdý       | Nuria Párrizasová Díazová | 6–7(6), 6–4, 6–7(7–9) |
| Vítězka    | 9.  | únor 2022     | Altenkirchen, Německo          | koberec (h) | Darija Snigurová          | 6–4, 6–3              |
| Finalistka | 9.  | únor 2022     | Nur-Sultan, Kazachstán         | tvrdý (h)   | Anželika Isajevová        | 4–6, 0–0skreč         |
| Vítězka    | 10. | leden 2023    | Sunderland, Spojené království | tvrdý (h)   | Mona Barthelová           | 6–2, 1–6, 6–0         |
| Vítězka    | 11. | únor 2023     | Porto, Portugalsko             | tvrdý (h)   | Tara Würthová             | 6–2, 6–2              |
| Finalistka | 10. | únor 2023     | Altenkirchen, Německo          | koberec (h) | Clara Tausonová           | 6–7(5), 6–4, 2–6      |
| Finalistka | 11. | květen 2023   | Trnava, Slovensko              | antuka      | Yanina Wickmayerová       | 0–6, 3–6              |

### Čtyřhra (3 tituly)
| Č. | datum       | turnaj                     | povrch      | spoluhráčka         | poražené finalistky                   | výsledek |
| -- | ----------- | -------------------------- | ----------- | ------------------- | ------------------------------------- | -------- |
| 1. | únor 2023   | Altenkirchen, Německo      | koberec (h) | Yanina Wickmayerová | Freya Christieová Ali Collinsová      | 6–1, 6–3 |
| 2. | březen 2023 | Trnava, Slovensko          | koberec (h) | Yanina Wickmayerová | Sapfo Sakellaridiová Radka Zelníčková | 6–4, 6–4 |
| 3. | duben 2023  | Croissy-Beaubourg, Francie | koberec (h) | Yanina Wickmayerová | Jodie Burrageová Berfu Cengizová      | 6–4, 6–4 |

## Finále na juniorce Grand Slamu

### Čtyřhra juniorek: 1 (0–1)
| Stav       | rok  | turnaj          | povrch | spoluhráčka         | soupeřky ve finále                      | výsledek |
| ---------- | ---- | --------------- | ------ | ------------------- | --------------------------------------- | -------- |
| Finalistka | 2015 | Australian Open | tvrdý  | Katharina Hobgarská | Markéta Vondroušová Miriam Kolodziejová | 5–7, 4–6 |